# Guerra de la frontera de Sudáfrica
La guerra de la frontera de Sudáfrica o guerra del Arbusto fue uno de los conflictos más largos de África y uno de los más grandes, tanto en número de soldados como en armamento utilizado, incluso se llegó a especular con el empleo de armas nucleares tácticas.
Pese a existir discrepancias, se libró entre 1966 y 1988 por tropas sudafricanas junto a la organización angoleña UNITA, contra los namibios miembros de la SWAPO, miembros del Congreso Nacional Africano sudafricano, soldados de Angola y asesores enviados por Cuba y la URSS. En ella participaron indirectamente junto a Sudáfrica o sus aliados Estados Unidos, Israel, Reino Unido, Francia, Alemania e Irán (antes de la Revolución islámica) y la URSS al lado de los cubanos y angoleños que luchaban junto a la SWAPO. Por otra parte, la guerra reclutó un número indeterminado de mercenarios occidentales.
La guerra concluyó con la independencia de Namibia y el retiro de las fuerzas sudafricanas y cubanas. Un periodo de paz surgió entre las naciones del sur de África, que fueron firmando la paz con los distintos grupos guerrilleros financiados por el régimen sudafricano. A más largo plazo, contribuyó a la reforma legal en Sudáfrica y el fin del apartheid, con la salida de este país del aislamiento internacional al que se vio sometido.

## Antecedentes
Una de las raíces del conflicto radicaba en el deseo de los afrikáners de no aceptar a los otros sudafricanos dentro de su nación y sí desearlo con Namibia, colonizada en parte por ellos en el siglo XIX, pero también por el deseo de desestabilizar países que podían ser hostiles al suyo, por resultar nido de una mezcla de movimientos guerrilleros/terroristas contra el régimen del apartheid; a esto se unió la guerra civil de Angola y la guerra colonial, al ser Namibia y Angola territorios administrados por Sudáfrica y Portugal respectivamente y colindantes. Esto fue así porque lucharon en el mismo territorio, y a veces juntos, los independentistas namibios, los miembros del Congreso Nacional Africano, las Forças Armadas Populares de Libertação de Angola (FAPLA), asesores cubanos y, en menor medida, asesores soviéticos y de otros países, contra las tropas regulares de Sudáfrica, la policía del mismo país, la guerrilla de UNITA, incluso mercenarios contratados por la CIA.

### Situación interna de Sudáfrica

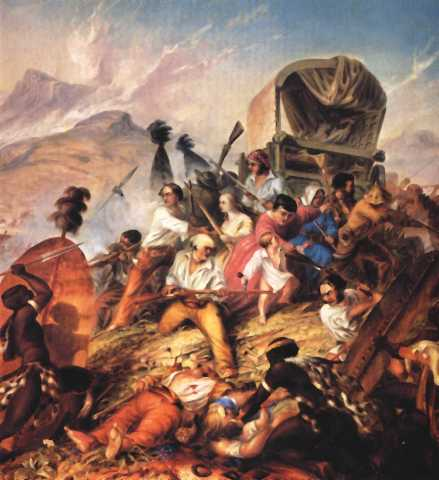
Asalto contra los bóeres, 1838. Pintura reflejo del sentimiento de los afrikáneres, rodeados y en lucha por sus vidas.

Sudáfrica se diferenciaba de otros países limítrofes por poseer una población de origen europeo autóctona. Argelia, Rodesia del Sur o Angola también eran colonias de población, con millones o al menos cientos de miles de personas de origen europeo, pero con antepasados cercanos e incluso familiares en Europa. Esto es debido al momento de la colonización. Mientras que Angola, Rodesia o Argelia comenzaron a ser ocupadas por europeos en el siglo XIX, Sudáfrica lo fue desde 1651 por la Compañía Neerlandesa de las Indias Orientales (CHIO o VOC del neerlandés Vereenigde Oostindische Compagnie).
Pese a que Sudáfrica fue poblada bajo el esfuerzo de una empresa privada, la Compañía Neerlandesa de las Indias Orientales o CHIO, que solo buscaba un lugar para el avituallamiento de sus barcos camino de Asia. 36 años después de arribar los nuevos pobladores, la Compañía sí envió un refuerzo de unos 200 neerlandeses, franceses y alemanes huidos de sus países por motivos religiosos y con un interés en integrarse con los colonos hasta perder su idioma, prohibida por la VOC en sus dominios. Esta mezcla produjo el pueblo boer, "campesino" en flamenco, que desde 1717 cambiaría paulatinamente su nombre por el de Afrikáner.
Por otra parte, la mayor parte de la población autóctona desapareció. En parte por el mestizaje, en parte por los enfrentamientos con los europeos y otros pueblos y especialmente por la viruela llegada en los barcos, A su vez, los demás reinos negros se formalizaron hacia el siglo XIX con tribus venidas de más al norte. Esta situación ha sido esgrimida por los afrikáneres para reivindicar que ellos no poblaron el país, sino que lo crearon en el siglo XVII cuando los demás pobladores llegaron doscientos años después. Además, contribuyó a forjar el sentimiento de no aceptar a los descendientes de aquellos negros como compatriotas suyos y querer darles la independencia, mientras pretendían anexionar el África del Suroeste, después Namibia, con una población afrikaneer considerable antes de su ocupación después de la Primera Guerra Mundial.
Además el arraigo africano, independientemente de si fue o no el primero, hacia que los blancos sudafricanos del siglo XX no les quedaran familiares ni contactos en Europa, como sí poseían los franceses argelinos, los portugueses angoleños o los descendientes de británicos en Rodesia del Sur.

### Situación internacional
El desencadenamiento de una guerra como la de la Frontera o Guerra del Arbusto, vino producida tras varios acontecimientos internacionales; pese a no existir acuerdo entre los autores si se debió al contexto mundial o si este solo contribuyó a multiplicar sus esfuerzos.
- La independencia de Ghana: en 1957 Ghana fue la primera nación del África Negra en lograr la independencia, lo que provocó cierta euforia en otras colonias africanas, pues, hasta ese momento, solo habían adquirido su independencia países norteafricanos, con excepción de Liberia y Etiopía.[14] Al año siguiente la obtendría Guinea. En ambos casos los colonizadores tuvieron que marcharse.
- El distanciamiento entre la URSS y China: con la llegada de Nikita Jrushchov a la secretaría general del PCUS en 1953 comenzó un lento, pero progresivo distanciamiento de China que terminaría en ruptura. Esto llevó a que cada nación tratara de adquirir su propia esfera de influencias en el mundo apoyando a unas facciones o a otras.[15]
- Carrera nuclear: en 1960 Francia realiza su primera prueba nuclear en Argelia, uniéndose al Reino Unido y a la URSS. Por su parte China estaba trabajando en ella. El gobierno de Johannes Gerhardus Strijdom firmó un acuerdo en 1957 con el Reino Unido por el cual los británicos ayudarían a levantar el programa nuclear sudafricano con financiación y conocimientos.[16]
- El comunismo parecía ir imponiéndose: en Indochina el Viet Minh, armado y apoyado por China, derrotó a Francia en varias batallas, especialmente la de Dien Bien Phu.[17] Por su parte, Cuba estaba entrenando a combatientes de Argelia y otros países. China también lo hacía. El Che Guevara llegó al Congo Brazzaville, gobernado por el socialista Fulbert Youlou, con la intención de penetrar en el Zaire y derrocar al gobierno pro occidental del Mobutu Sese Seko, operación que terminaría en fracaso.[18]

Este último punto estaba en la mente de muchos sudafricanos, tanto blancos como negros, según los cuales su país podía ser el próximo en caer bajo el comunismo si no hacía algo, como lo expresó el coronel Breytenbach (2002).

### La situación legal de Sudáfrica en Namibia

Bandera de África del Sudoeste Alemana. Este territorio se le fue concedido a la Unión Sudafricana solo en régimen de administración.

El interés del Reino Unido primero y de la Unión Sudafricana después por el África del Sudoeste Alemana, más tarde Namibia, es algo discutido en la bibliografía.
Una postura se asienta en los beneficios aportados por dicha tierra. Tanto estratégicos, con una posible ruta hacia la India, en el caso de los ingleses, como su riqueza material en forma de caladeros y recursos minerales como diamantes o uranio, que han sido uno de sus motores económicos tras la independencia.
Frente a este punto de vista, está el mantenido por autores como Olusaga y Erichsen (2010) según los cuales las riquezas que podía reportar Namibia eran, en el mejor de los casos, discutibles. Tanto es así que los portugueses a las órdenes de Diego Cão dejaron una cruz, como símbolo de su dominación nominal, en 1484 y no volvieron a esas aguas problemáticas para la navegación. Lo encontrado era un desierto sin metales preciosos aparentes, ni agua potable, ni pueblos numerosos con los que comerciar o a los que esclavizar. Tanto es así, que hasta 1883 no se retomó la posesión nominal de dichas tierras. Se habían instalado algunos colonos y misioneros, como Joseph Fredericks en su colonia Betania, pero hasta la llegada de Heinrich Vogelsang en 1883 aquellas tierras no representaban nada para los europeos y los descendientes de los europeos.

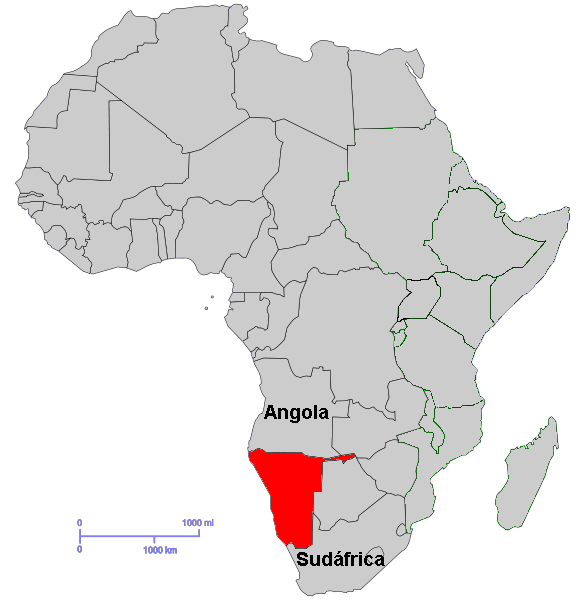
Ubicación de Namibia

Durante la Primera Guerra Mundial, las naciones europeas no respetaron los distintos pactos que tenían entre ellas de no llevar la contienda a territorios africanos, para no romper la imagen de los blancos unidos y todopoderosos frente a los negros, pero finalmente la confrontación se produjo y Alemania perdió sus colonias frente a la Triple Entente y el África del Sudoeste Alemana fue ocupada por tropas venidas principalmente de la actual Sudáfrica, razón por la cual la Sociedad de Naciones decidió reconocer a la colonia como territorio administrado por la Unión Sudafricana en aplicación del artículo 22 del Tratado de Versalles.
Tras la Segunda Guerra Mundial, la Sociedad de Naciones traspasó todas sus competencias a la ONU y el estatus de la futura Namibia pasó de Mandato a territorio administrado por Sudáfrica, siguiendo la ambigüedad de dicha organización sobre la libertad de los pueblos. Aprovechando esto, el gobierno de Jan Smuts tomó al territorio como una provincia más, la sexta, y con la elección de Daniel François Malan se aplicó también en ella el régimen del apartheid. Sin embargo, desde casi la su fundación, la Asamblea General de la ONU prestó atención a lo que después se llamaría la Cuestión de Namibia, no así el Consejo de Seguridad de la ONU, y el 3 de julio de 1950 la Corte Penal Internacional falló a favor de la Asamblea indicando que Sudáfrica no tenía poder legal para implantar ese régimen en África del Suroeste sin consultar con la ONU. En diciembre de 1960, a instancias de la URSS, la Asamblea adoptó una declaración y una resolución para garantizar la independencia de las colonias en general.
Llegó el 18 de julio de 1966 cuando la Corte Penal Internacional falló no pronunciarse sobre el tema. Sería necesario esperar casi cinco años para que la Corte Penal Internacional declarase ilegal la presencia sudafricana en Namibia y ordenase su "inmediata" retirada. Pese a ello la Asamblea continuó aprobando declaraciones utilizando el nombre de Namibia, reconociendo a SWAPO como único representante de los namibios, solicitando elecciones libres; pero sin pronunciamiento del Consejo de Seguridad. Este órgano de la ONU, único órgano mundial con poder para imponer decisiones, sí se manifestó en contra de temas puntuales y en reconocer lo ilegal de la presencia sudafricana en Namibia; pero sus cinco miembros permanentes, especialmente los occidentales, ejercieron su derecho al veto cuando se trataba de aprobar algún tipo de resolución que requiriese medidas coercitivas, según Tsokodayi (2011, p. 11 y 12).

### Independencia y Guerra civil en Angola
Desde el conflicto colonial portugués, el régimen de Sudáfrica había dado apoyo a las fuerzas portuguesas en contra de las distintas guerrillas independentistas que operaban en la región, sin embargo, tras la Revolución de los Claveles, tanto el gobierno sudafricano como la inteligencia estadounidense estaban preocupados por la instauración de un régimen socialista en el país cuando se independizará. Esto se unió al hecho de que la guerrilla del MPLA había dado refugio en su territorio a paramilitares de la SWAPO, grupo que buscaba la independencia de Namibia de Sudáfrica.
Esta razón llevó a que, cuando estalló la guerra civil, las Fuerzas de Defensa de Sudáfrica entraran en el territorio apoyados por las guerrillas de UNITA y el FNLA, así como la CIA estadounidense, para combatir a las fuerzas del MPLA, que contaban con apoyo y asesoramiento cubano y soviético, así como a las SWAPO. La derrota sudafricana en la conocida como la Operación Carlota forzó la retirada de las fuerzas aliadas al sur y la victoria del MPLA, que proclamó la independencia de la República Popular de Angola el 11 de noviembre de 1975. Aun así, la guerra civil continuaría varios años más, hasta el 2002.

## Los motivos del conflicto
No existe consenso sobre las razones que lo desencadenaron o avivaron el Conflicto, pues la bibliografía especializada tiene puntos de vista opuesto y algunos han ido mutando.

### La Teoría del Dominó en África y la lucha por los recursos
Tras la Segunda Guerra Mundial muchos países fueron adoptando el socialismo como forma de gobierno, unos invadidos por la URSS y otros voluntariamente, hasta llegar a ser el 60 % de la humanidad. Partiendo de este hecho, esta teoría pone a la URSS como una nación deseosa de aumentar su influencia en el mundo, primero con Iósif Stalin, después con Nikita Jruschov y especialmente con Leonid Brézhnev. El primer país en adoptar el comunismo fue China en 1949, después Vietnam del Norte en 1955 y también Cuba en 1959 (aunque el carácter socialista de la Revolución no sería declarado hasta 1961).
La expansión comunista por el mundo a veces se realizaba directamente por medio de sus divisiones, como en los países de la llamada Europa del Este, en otros casos aportando ayuda económica o militar. En esta última situación la URSS optaba por hacerlo directamente, mandando armas, asesores y ayuda de todo tipo, pero también por medio de otro país. Así, el historiador Piero Geijeses (2002) veía en Cuba una Bulgaria del mar Caribe cuando era joven, es decir, un país sumiso a las órdenes de Moscú. Una opinión similar sustentan Breytenbach (2002) o Geldenhuys (2012). Más explícito aún es Garivaldi:

Presidía el gobierno del Kremlin Leonidas Brevnev, protagonista de una política expansionista y agresiva en el Cuerno de África (apoyada por el dictador local Haile Mariam Menghistu), en Angola, en Mozambique y en las ex colonias portuguesas, donde el compromiso de sostener con las armas a diferentes gobiernos títeres vasallos de la URSS, era confiado a los mercenarios cubanos de Fidel Castro.
Garibaldi (2002, p. 318).

Para el caso concreto del sur de África, la URSS obtendría el aliado por medio de los cubanos que realizaron la labor de asesoramiento y apoyo militar, así Cuba cumplía con sus órdenes y quizá podría obtener algún beneficio del petróleo angoleño. Esta idea de ser un conflicto librado con ayuda cubana previo pago ha sido también difundida por miembros del servicio secreto francés, quienes han afirmado que la Gulf Oil pagaba una factura considerable para mantener a las tropas caribeñas defendiendo sus pozos petrolíferos, lo que contribuyó a mantener el Castrismo.
Pero la expansión de un sistema económico/político a otras naciones y el prestigio internacional del país que lo exportaba no es la única causa esgrimida por los distintos autores. Unido a esta se indica en muchas ocasiones la enorme riqueza de los países fronterizos de Sudáfrica:

El uranio, titanio, oro, diamantes, hierro y petróleo, y su estratégica localización geográfica en Sur de África, hizo inevitable que las superpotencias se involucraran.
Pitta, Fannell y McCouaig (1993, p. 15).

El petróleo resultaba necesario para Sudáfrica que contaba con poco y debía extraer sus carburantes del carbón licuado por el proceso Fischer-Tropsch, Además el petróleo resulta un bien estratégico y si lo poseía una aliado de la URSS lo perderían los occidentales. En la misma cita se menciona la posición geográfica, un detalle que no cobraba especial fuerza en una potencia continental como la Rusia y luego la URSS hasta que comenzó la construcción de una flota oceánica, también llamada de "aguas azules". El deseo de la Rusia, y más tarde de la URSS, fue conseguir un puerto libre de hielos todo el año. Incluso en algunos libros de texto se indica que uno de los éxitos cosechados por la URSS durante la Guerra Fría fue una base naval en Angola, una ventaja importante según analistas occidentales que indicaban como una desventajas sería de la URSS el carecer de puertos navales por el mundo, como sí poseía Estados Unidos quien podría terminar relegándola poco menos que a misiones corsarias en caso de conflicto.

### ¿La URSS arrastró a Cuba a la guerra?
La idea de que Fidel Castro cumplía órdenes de Moscú al enviar a sus hombres ha sido desmentida desde sus inicios por el propio Castro, además de varios autores cubanos y no cubanos, incluido John Gaddis (2008).George (2007, p. 22) indica que, desde las acciones del Che Guevara en el Congo, luego Zaire, colonias como Angola no acudieron a la URSS en busca de ayuda, sino a Cuba; a la que ya conocían y algunos de sus dirigentes recibieron becas para estudiar o entrenarse allí entre 1962 y 1964; pese a que la derrota del Che hizo a Castro ser más remiso con dichas peticiones. Pero, después de la Crisis de los misiles en Cuba, Castro también se volvió más reticente respecto a la URSS y deseaba conservar su independencia en política exterior para evitar algo parecido a una "finlandización".

## Controversias
Esta conflagración ha resultado un conflicto controvertido en la bibliografía especializada por varias razones y en varios aspectos. Respecto a las razones, están el ser un conflicto no declarado o no declarado contra todos los contendientes, lo que dificulta su acotamiento temporal; en segundo lugar, intervinieron varios países y se libró en varios países, por lo tanto recibe distintos nombres según la bibliografía consultada. Los resultados bélicos no son explícitos, lo que permite distintas visiones sobre quien se alzó con la victoria y si esta fue militar, política o ambas. Como primer caso de controversia basta el nombre.
Esta, como tantas otras guerras, es llamada de varias formas. El primer autor en escribir una obra sobre la contienda completa, Willem Steenkamp (1989), la llamó como "La guerra de la Frontera", es la manera como se traduce la expresión inglesa South African Border War, pero también se la denomina "Guerra del arbusto",, por la expresión genérica inglesa "Bush War" debido en parte a la vegetación existente dentro de Angola, que podría traducirse por "guerra de guerrillas" pese a no ser este último término una traducción exacta. Expertos como Ciment y Hill (1999, p. 1009 y siguientes) en su enciclopedia de conflicto la denominan "Guerra por la liberación nacional de Namibia". Incluso autores como proponen simplemente "Guerra de Angola", por haber participado estos en misiones dentro de la excolonia portuguesa y librarse junto o unida a la segunda fase de Conflicto angolano, poco antes de la salida portuguesa. Por su parte la ONU no suele apellidarla de ninguna manera, calificándola únicamente de Guerra.

### El lugar del Conflicto
Los países en los que se libró también es algo discutido.Steenkamp (1989) se centra en Namibia y Angola, realizando algunas referencias a Zambia. un planteamiento parecido al del afrikáner y responsable de la SADF Jannie Geldenhuys (2012) que también cita sobre todo Angola y Zambia con alguna mención a Rodesia del Sur y Mozambique. Empezando por determinar los lugares donde se libró una de las denominaciones que reciben una serie de conflictos entremezclados, librados en la frontera y dentro de Namibia con Angola, Zambia, Sudáfrica e incluso Mozambique.
En el otro lado, aunque opuestos parecen cubanos como Rubén Jiménez (2008) o Eloy Concepción (1987), para quienes todo tuvo lugar entre Sudáfrica, con Namibia, y Angola, siendo las luchas en otros países conflictos diferentes. En cambio, William la unen a la guerra civil en Mozambique, manteniendo que todo sería un solo conflicto, tanto por atacar Sudáfrica tanto en territorio angolano como mozambiqueño, como por suministrar armas y equipos a grupos como UNITA y RENAMO. Además hace hincapié varias veces en los ataques a las bases del MK/CNA en esos país junto a Zambia y Rodesia del Sur, después Zimbabue.

### El comienzo

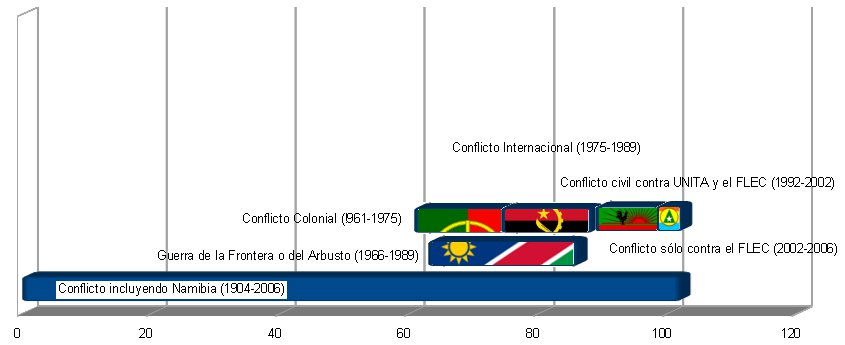
Distintas duraciones de los conflictos en Angola y Sudáfrica.

Sobre a las fechas no existe acuerdo sobre cuando comenzó el Conflicto.
El 18 de julio de 1966 sería la fecha de inicio para Steenkamp (1989), cuando un grupo de independentistas namibios atacaron las granjas en el norte de África del Suroeste, después Namibia. Así lo indican también autores como Nortje (2003, p. 5), para quien la organización que lucharía contra la policía y las fuerzas armadas de Sudáfrica nació en 1958, con el nombre Owamboland People's Congress dirigido por Herman ya Toiva, Andries Shipanga, Jac Simmons y Ben Burak desde Ciudad del Cabo. El 19 de abril de 1960 se le cambió la denominación por South West Africa People's Organization (SWAPO) con Sam Nujoma como presidente, tras haber sido detenido Ya Toiva. El objetivo de SWAPO era directamente la independencia del África del Suroeste, después Namibia, y en 1961 algunos namibios entrenados en Egipto, Argelia, China, Corea del Norte o Yugoslavia fundaron en 1963 el People's Liberation Army of Namibia (PLAN). Debido a la presión policial de Sudáfrica, el PLAN se crea en Tanzania. Realmente sería este quien realizó las misiones armadas y SWAPO las políticas; pero es normal encontrar en la literatura los dos términos usados indistintamente.
También en 1966, el 28 de abril, del ZANLA, brazo armado del ZANU, lanzó un ataque contra la granja de Hunyani, cerca de Sinoia en Rodesia, comenzando la guerra de dicho país. Dicho ataque fue la respuesta de la organización zimbaguesa a la Declaración Unilateral de Independencia de Rodesia del Sur proclamada por Ian Smith el año antes, el 11 de noviembre de 1965. Para Moorcraft y McLaughlin (2008, p. 27 y 28) en la práctica dicho acto suponía una declaración de guerra contra los movimientos negros; ya que, al declararse independientes, no negociarían con Londres la descolonización, sino que deberían hacerlo con Salisburi en las condiciones que los blancos rodesianos impusieran. Sudáfrica también intervino en esta guerra con hombres y material con el fin de ayudar al gobierno de Smith, pero sobre todo, perseguir a los miembros del MK que atravesaban Rodesia y adquirir una experiencia en ese tipo de terreno que, con el tiempo, se demostraría muy útil.
El 16 de diciembre de 1961 sería el verdadero comienzo para van Engeland y Rudolph (2007, p. 18) o Cherry (2011, p. 14) al ser el año en que Umkhonto we Sizwe inició su actividad guerrillero/terrorista. La violencia contra el estado sudafricano había comenzado antes de realizar el PLAN sus primeras acciones. El 21 de marzo de 1960 la policía sudafricana cometió la Matanza de Sharpeville, tras la cual, pese a la divergencia de opiniones, varios sudafricanos afiliados a distintas organizaciones, especialmente el Congreso Nacional Africano o CNA, decidieron emprender la lucha armada contra el régimen del apartheid formando el Umkhonto we Sizwe, o MK, a finales de 1961. Publicaron un manifiesto el 16 de diciembre de 1961 en el que afirmaban: "llega un momento en la vida de toda nación en que sólo quedan dos opciones: someterse o luchar". Para mandar el Umkhonto we Sizwe, que se traduciría del sosa por “Lanza de la nación”, fue nombrado el joven abogado Nelson Mandela. El MK con el tiempo recibiría entrenamiento y apoyo de otros países y movimientos, llegando a reunir los suficientes efectivos y material como para realizar ataques en el interior de Sudáfrica y los territorios administrados por ella desde su cuartel general en Zambia y las bases que instalaría en Tanzania y Angola. Pero ni siquiera en esto existe consenso, pues Ciment y Hill (1999, p. 1156) datan el comienzo de dicha lucha en 1948, cuando dio comienzo el apartheid y, por tanto, la resistencia no violenta contra el mismo.
También en 1961, en febrero, tres comandos del MPLA, el Movimento Popular de Libertação de Angola, asaltaron las prisiones de Luanda y liberaron a varios partidarios. La cantidad no es tan importante como el hecho, el asalto marcó el comienzo de la guerra de la Independencia de Angola por la cadena de reacciones sucedidas, en la que se involucraría SWAPO y el PLAN además de Sudáfrica. Así los portugueses respondieron con un represión de varios cientos de africanos en los suburbios de la Luanda, la capital de Angola, a lo que africanos del norte contestan matando a cientos de granjeros portugueses. Nuevamente Lisboa envió más soldados, comenzando una represión que pudo llegar a las 50 000 víctimas. Desde comenzó la Guerra de Angola, Sudáfrica estuvo presente de una u otra manera en ese país. Inicialmente solo con observadores, ya que otro movimiento guerrillero angoleño enfrentado al MPLA, la UNITA o União Nacional para a Independência Total de Angola proporcionó en un principio cierto apoyo a SWAPO y el PLAN.
Así pues Sudáfrica y en ocasiones sus aliados, como UNITA y Portugal, lucharon o apoyaron la lucha primero contra los guerrillero/terroristas del MK/CNA,; pero también contra los independentistas del PLAN/SWAPO y contra el partido en el poder tanto en Angola como en Mozambique, también contra las fuerzas cubanas que los apoyaban poco antes de que Angola fuese proclamada independiente, incluso contra los escasos asesores soviéticos que siguieron a los cubanos.
Por lo tanto, el inicio del conflicto puede fijarse a principios de 1961 de seguir a Jiménez (2008, p. 7) o en diciembre del mismo año, si se toman como referencia los atentados del MK.
Por último una fecha sería 1904. En esta postura se encuentra el zimbabués Cleophas Johannes Tsokodayi (2011) o al noruego Christopher Saunders (2003) por ser el comienzo de la lucha namibia contra sus invasores, independientemente de la nacionalidad que ostentasen. Sudáfrica solo heredó una contienda colonial iniciada en 1904 con el levantamiento namibio contra las tropas alemanas del kaiser Guillermo II de Alemania. Una revuelta que terminó en genocidio, reconocido incluso por las autoridades alemanas. Los dos autores reconocen el paréntesis temporal entre las luchas contra los alemanes y las emprendidas contra los sudafricanos; pero, aun así, la latencia del conflicto la consideran como una prolongación del mismo.

## Repercusión internacional de la Guerra en la Frontera de Sudáfrica

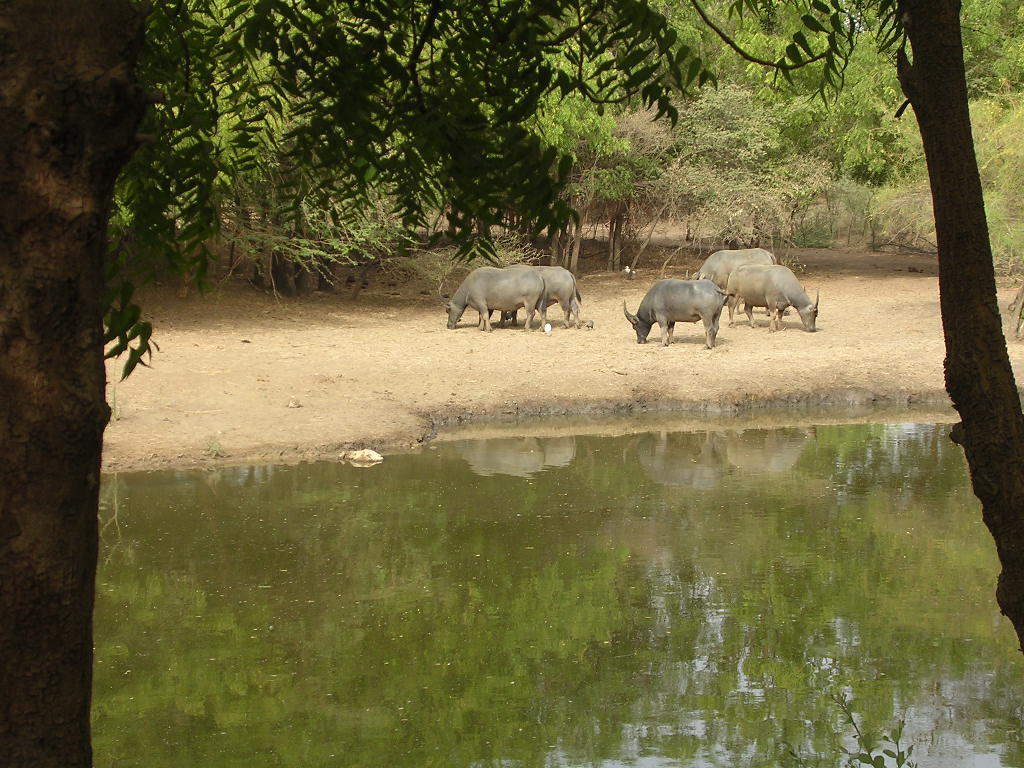
Bóvidos pastando en una reserva senegalesa. Las posibilidades de caza mayor que ofrece África posibilitaron que muchos soldados se dedicaron a otras actividades diferentes a las bélicas, como escribe Frank Delgado (cantautor).

Pese a ser la mayor confrontación del África Subsahariana y durar 25 años, este conflicto resulta prácticamente desconocido para la mayoría de los países; al contrario de otros de la misma o menor intensidad contemporáneos suyos, como puede ser la Guerra civil del Líbano o la guerrilla de los Contras en Nicaragua; excepto para los contendientes, pues tanto en Cuba como en Sudáfrica existe bibliografía sobre el mismo y expresiones coloquiales que tiene origen en esta guerra.
La información llegada desde el cono sur africano fue muy escasa, restringiéndose a noticias puntuales, como la Batalla de Cuito Cuanavale. Posteriormente los medios de comunicación prestaron más atención al proceso de paz por ser la primera vez que se realizaba un envío de cascos azules tras la última misión a Katanga en los sesenta. Al mismo, para países como España aquella constituía la primera vez que sus tropas podían lucir los casos azules y salir en misión internacional, resultando ser la primera de una larga lista.
El cine es quizá uno de los medios que ha mostrado algo de atención a este conflicto, pese a ser de forma colateral.
La película El señor de la guerra contaba con una escena sobre la paz en Namibia, donde Yuri y Vitali ven a Ava rodeada de niños negros y cascos azules de la ONU celebrando la firma de los Acuerdos Tripartitos; pero la escena fue eliminada del montaje final. Puede verse en los extras del DVD
En la película Diamante de Sangre (2006) de Edward Zwick, el personaje interpretado por Leonardo DiCaprio, Danny Archer, participó en esta guerra como miembro del Batallón 32 (Búfalos). Esta unidad estaba integrada mayoritariamente y en ocasiones exclusivamente por extranjeros, sobre todo rodhesianos blancos emigrados de ese país cuando se convirtió en Zimbaue. El Batallón fue apodado en varias ocasiones como Los Terribles y sirvió en la actual Namibia y Angola en campañas de contrainsurgencia contra el Ejército Popular para la Liberación de Namibia, brazo armado de SWAPO. En esta guerra de guerrillas realizaron varias exitosas operaciones en Angola, pero también actos como la Matanza de Cassinga, demostraron su pericia, pero también su brutalidad al cometer una de las mayores asesinatos en masa del siglo XX. Este personaje también aborda brillantemente (nominado al Oscar) el trauma psicológico (apátridas) que tienen algunos blancos nacidos en el África negra.
En la película Juegos de guerra o WarGames aparece tres veces mencionado el conflicto sudafricano cuando el gran ordenador WOPR arroja los resultados de sus cálculos. En las tres pantallazos el conflicto sudafricanos es nombrado como "interno", "sublevación" y "ofensiva" y no da a ningún bando por ganador, al igual que al resto de países y regiones.
Por parte de Sudáfrica, puede verse la contienda en películas como una de las entregas de Los dioses deben estar locos, la segunda para el caso español. Se ambienta parcialmente en la guerra e incluso el bosquimano se ve envuelto en una refriega entre un soldado sudafricano negro y dos enemigos. La nacionalidad de la cinta queda clara contemplado la bondad del sudafricano que los permite marcharse y al cubano lo invita a volver a su tierra. De todas formas, la visión sudafricana no es fácil de percibir. Sin embargo no existen datos para saber si la Guerra de la Frontera puede ser considerada como el Vietnam sudafricano o no.
Una visión del lado cubano se aprecia en el filme Caravana que narra el traslado de materiales logísticos y bélicos, así como la película Kanganba que refleja los acontecimientos ocurridos en la provincia angolana; al verse tropas cubanas y angolas rodeadas por tropas de la UNITA y sudafricanas. También la guerra se trata en distintas series televisivas y documentales o en canciones como la de Frank Delgado (cantautor) Veterano; la cual recoge en su letra varias de las contradicciones vividas por los soldados, como las aclamaciones un día y los improperios el siguiente o el finalmente descubrirse una fuerza mercenaria, y su deseo de que aquel esfuerzo fuese reconocido a su vuelta:

Algunos que con la guerra se enriquecieron
y los domingos organizaban safaris
También amigos que no volvieron

Y el deseo final que da título a la composición:

Y hasta puede suceder
que algún día me llamen veterano